# 船遊亭志ん橋
船遊亭 志ん橋（せんゆうてい しんきょう）は、落語家の名跡。船遊亭 新橋としても名乗った。
- 船遊亭新橋 - 後∶二代目船遊亭扇橋
- 船遊亭新橋 - 二代目船遊亭扇橋の門で扇子から新橋となる。俗称を市五郎。
- 船遊亭志ん橋 - 後∶五代目船遊亭扇橋
- 船遊亭志ん橋 - （生没年不詳）四代目船遊亭扇橋の門で扇寿から仲蔵となって志ん橋となった。「神田の伯母さん」という渾名があった事から女性であると思われる。
- 船遊亭志ん橋 - 下項にて記述
- 船勇亭志ん橋 - 後∶三代目三遊亭小圓朝

船遊亭 志ん橋（せんゆうてい しんきょう、1866年7月12日 - 1919年4月26日）は、落語家。本名∶笹川 大助。

## 経歴
- 1894年に4代目柳亭左楽門下で真古亭真生。
- のちに上方で7代目桂文治の身内で再び真古亭真生となる。
- 1904年の初めに初代桂小文治となる。
- 同年中頃にはまた真古亭真生に復名して帰京。
- 1906年3月真打で志ん橋となった。
- 1914年8月船遊亭哥楽[1]と改名する。
- しかし「字数が悪い」と姓名判断で言われたため再度1917年頃志ん橋となった。

## 人物
大山巌に似ていたことから俗に「大山大将」という。芸は多芸で音曲、踊り、自作の阿呆陀羅経などがあった。晩年は噺に精進し同じネタを2度とやらないように勤めたという。

## 参考資料
- 諸芸懇話会、大阪芸能懇話会共編『古今東西落語家事典』平凡社、ISBN 458212612X